# Edelweiss (bière)

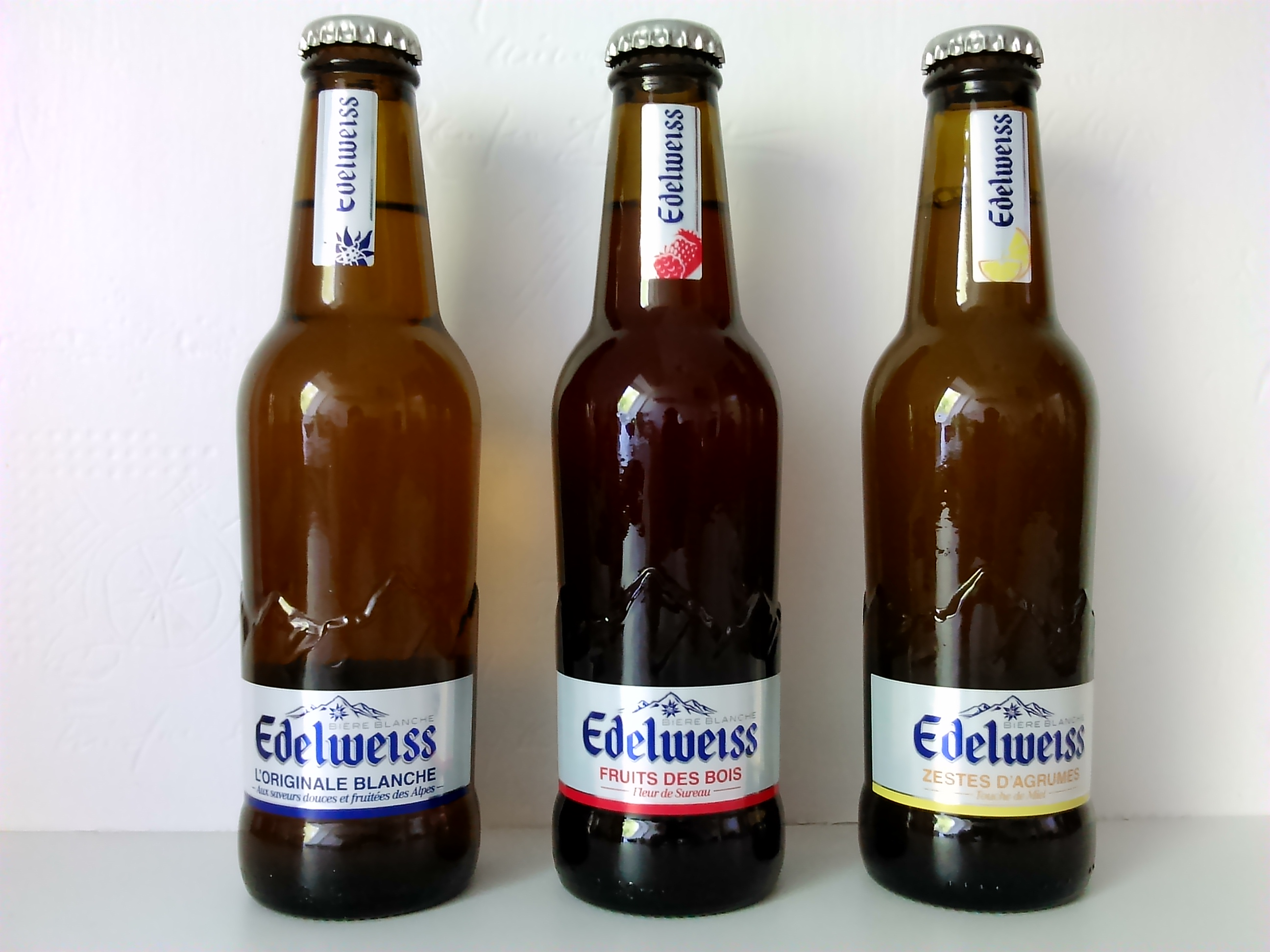
Bouteilles françaises Edelweiss originale, fruits des bois et zestes d'agrumes.

Edelweiss est une marque de bière blanche appartenant au groupe Heineken.
L'originale est une Weizenbier classique non aromatisée lancée en 1986 par la brasserie autrichienne Hofbräu Kaltenhausen (de) et déclinée en différentes versions courantes pour ce type de bière (Dunkel, Weizenbock, etc.). Depuis la fermeture de la brasserie Kaltenhausen en 2010, elle est toujours produite par le groupe Brau Union (de) auquel elle appartient, racheté en 2003 par le groupe Heineken. Son marketing évoque la date de 1646 pour sa création, probablement en raison de la mention du brassage d'une Weizenbier à la brasserie à cette date.
La version française créée en 2006 est une bière blanche à 5 %, aromatisée aux herbes des montagnes, elle était disponible uniquement en fûts jusqu'au printemps 2015. En dépit des différences notables avec la bière originale (aromatisation, degré d'alcool, composition exacte inconnue), son marketing laisse entendre une relation directe entre les deux versions et reprend une grande partie du descriptif commercial de la version autrichienne (dates alléguées de création, origine "alpine" et imagerie de montagne, renforcées par son nom qui fait référence à la Léontopodium Nivale caractéristique des régions alpines) tout en développant un visuel différent, ne correspondant plus à celui habituellement utilisé pour les Weizenbiere. Les différentes déclinaisons ne sont pas non plus reprises car elles ne correspondent pas à des types présents sur le marché français.
En France, l'Edelweiss (à 5 %) est brassée par la brasserie de la Valentine de Marseille (en fûts) et, depuis au moins 2015, par la brasserie de l'Espérance de Schiltigheim (en bouteilles). Le site de production n'est cependant mentionné ni sur l'emballage ni sur les supports commerciaux, ceux-ci laissant au contraire supposer une production située dans les Alpes,. Au printemps 2015, fidèle à la politique du groupe privilégiant le développement de l'aromatisation plutôt que la production de types de bière traditionnels, le pôle recherche et développement de la brasserie de l'Espérance élabore deux nouvelles recettes : « fruits des bois et fleur de sureau » (4 %) ainsi que « zestes d’agrumes et miel » (4 %) ; la production des différentes déclinaisons de la version autrichienne n'est pas évoquée. Heineken a investi 1,4 million d'euros pour adapter une ligne de conditionnement de la brasserie de l'Espérance à la bouteille Edelweiss et mettre en place une nouvelle machine à packs pour l’emballage.